# Niklas Roest
Niklas Roest (* 3. August 1986 in Oslo) ist ein norwegischer Eishockeyspieler, der seit 2013 beim BIK Karlskoga in der schwedischen HockeyAllsvenskan unter Vertrag steht.

## Karriere
Roest begann seine Karriere in der Jugendabteilung von Manglerud Star und debütierte in der Saison 2004/05 in der zweitklassigen 1. divisjon, wo er mit 19 Punkten aus 31 Spielen gemeinsam mit seinem Mannschaftskollegen Martin Røymark zu den besten Scorern seiner Altersklasse gehörte. In der folgenden Saison gab er sein Profidebüt in der UPC-ligaen, der heutigen GET-ligaen, und erzielte in seiner Rookiesaison 16 Punkte für Manglerud. Nach dem erneuten Abstieg seines Vereins wechselte der Flügelstürmer anschließend zu den Sparta Warriors erspielte sich dort einen festen Kaderplatz in der höchsten norwegischen Liga. In der Saison 2008/09 erreichte er mit den Warriors erstmals das Finale der Play-offs. Zwei Jahre später wurde er in der Saison 2010/11 mit der Mannschaft schließlich Norwegischer Meister.
Im April 2013 wechselte Roest, nach sieben Jahren bei den Sparta Warriors, in die schwedische HockeyAllsvenskan und unterzeichnete einen Einjahresvertrag mit dem BIK Karlskoga.

### International
Niklas Roest vertrat Norwegen erstmals bei der U20-Junioren-Weltmeisterschaft 2006, konnte dort allerdings den Abstieg der Mannschaft aus der Top-Division nicht verhindern.
Für die Herren-Nationalmannschaft gab der Flügelstürmer sein Debüt in der Saison 2011/12, bevor er bei der Weltmeisterschaft 2013 erstmals für ein internationales Turnier nominiert wurde. Bei den Olympischen Winterspielen 2014 stand er ebenfalls im Aufgebot der norwegischen Mannschaft und blieb in drei Spielen punkt- und straflos.

## Erfolge und Auszeichnungen
- 2011 Norwegischer Meister mit Sparta Sarpsborg

## Statistik
(Stand: Ende der Saison 2013/14)